# بينتاميدين
بينتاميدين (بالإنجليزية:  Pentamidine)‏ هو تركيبه الكيميائي بنتاميين إيزيثيونات، مضاد حيوي

## الاستطباب
- الوقاية من ذات الرئة المتكيس الكاريني وعلاجها.
- علاج داء المثقبات.

## آلية التأثير
يثبط عملية تركيب الرنا والدنا واشحوم الفوسفورية والبروتينات ضمن العامل الممرض.

## مضادات الاستطباب
فرط الحساسية للمركب أو لأحد مكوناته.

## الاستخدام خلال الحمل
ينتمي هذا الدواء إلى الفئة C.

## الجرعة
الأطفال
- العلاج (حقن عضلي أو وريدي): 4 ملغ/كغ/اليوم دفعة واحدة لمدة 10-14 يوم.
- الوقاية: حقن عضلي أو وريدي بجرعة 4 ملغ/كغ/اليوم مرة واحدة شهريا أو كل أسبوعين، ويمكن أن يعطى إنشاقا بجرعة 300 ملغ كل 3-4 أسابيع.
- علاج داء المثقبات (حقن وريدي): 4 ملغ/كغ/اليوم دفعة واحدة لمدة 10 أيام.

البالغين
- العلاج (حقن عضلي أو وريدي): 4 ملغ/كغ/اليوم دفعة واحدة لمدة 14 يوم.
- الوقاية (إنشاقا): 300 ملغ كل 4 أسابيع.

لا يطرح هذا الدواء بواسطة الديلزة الدموية أو البريتوانية ولذلك لا حاجة لإعطاء جرعة داعمة منه بعدهما.
يعطى هذا المحضر حقنا عضليا عميقا أو يسرب وريديا ببطء على مدى 60 دقيقة على الأقل، ويجب عند إعطائه قياس التوتر الشرياني بشكل متكرر ويجب أن يبقى المريض مستلقيا إلى أن تستقر حالته الهيموديناميكية.

## الحرائك الدوائية
- الامتصاص: يمتص جيدا يلي حقنه عضليا.
- التوزع: يبدو أنه لا ينتشر إلى الدوران الجهازي يلي تطبيقه انشاقا.
- العمر النصفي: 6.4-9.4 ساعة.
- الإطراح: يطرح 33-66٪ منه مع البول غير متبدل.

## فرط الجرعة/الانسمام
- يتظاهر فرط الجرعة بانخفاض التوتر الشرياني ونقص سكر الدم واللانظميات القلبية.
- العلاج داعظ وأعراضي.

## الآثار الجانبية
تحدث بنسبة تزيد عن 10%
- قلبية وعائية: ألم صدري.
- جلدية: طفح.
- غدية واستقلابية: فرط بوتاسيوم الدم.
- موضعية: ارتكاس موضعي عند موضع حقنه.
- تنفسية: وزيز، زلة، سعال، التهاب بلعوم.

تحدث بنسبة 1-10%
- هضمية: الإحساس بطعم مر أو معدني.

تحدث بنسبة تقل عن 1%
- قلبية وعائية: تسرع قلب، انخفاض التوتر الشرياني.
- عصبية مركزية: دوام، حمى، تعب.
- غدية واستقلابية: نقص أو فرط سكر الدم، نقص كلس الدم.
- هضمية: إقياء، التهاب المعثكلة.
- دموية: فقر دم عرطل الخلايا، قلة المحببات، قلة كريات بيض، قلة صفيحات.
- كلوية: قصور كلوي.
- تنفسية: الداء الكيسي الخارج رئوي، تخريش السبيل الهوائي.
- متنوعة: ريح صدرية، ارتكاس شبيه بارتكاس جاريش-هريكسهايمر، أذية خفيفة كلوية أو كبدية.

## تحذيرات
- استخدمه بحذر عند المريض المصاب بداء السكري أو باضطراب الوظيفة الكبدية أو الكلوية أو بارتفاع التوتر الشرياني أو بقلة الكريات البيض أو بقلة الصفيحات أو بالربو أو بفرط أو نقص سكر الدم.

## المراقبة
يجب مراقبة التوتر الشرياني وتخطيط القلب الكهربائي وتركيز سكر وبوتاسيوم وكالسيوم المصل واختبارات وظائف الكبد والكلى.

## المستحضرات الصيدلانية
- إنشاقا: 300 ملغ.
- بودرة مجفدة معدة للحقن: 300 ملغ.

## الثباتية
- لا تحفظه في البراد لئلا يتعرض للتبلور، ولا تستخدم محلول سالين الفيزيولوجي كمدد له لأنه لا يتوافق معه.
- يبقى محلوله المحضر للاستخدام ثابتا لمدة 48 ساعة بدرجة حرارة الغرفة، وهو لا يحتاج لحماية من الضوء.
- يبقى محلوله الممدد بديكستروز 5% (1-2.5 ملغ/مل) ثابتا لمدة 24 ساعة على الأقل بدرجة حرارة الغرفة.